# コウモリであるとはどのようなことか

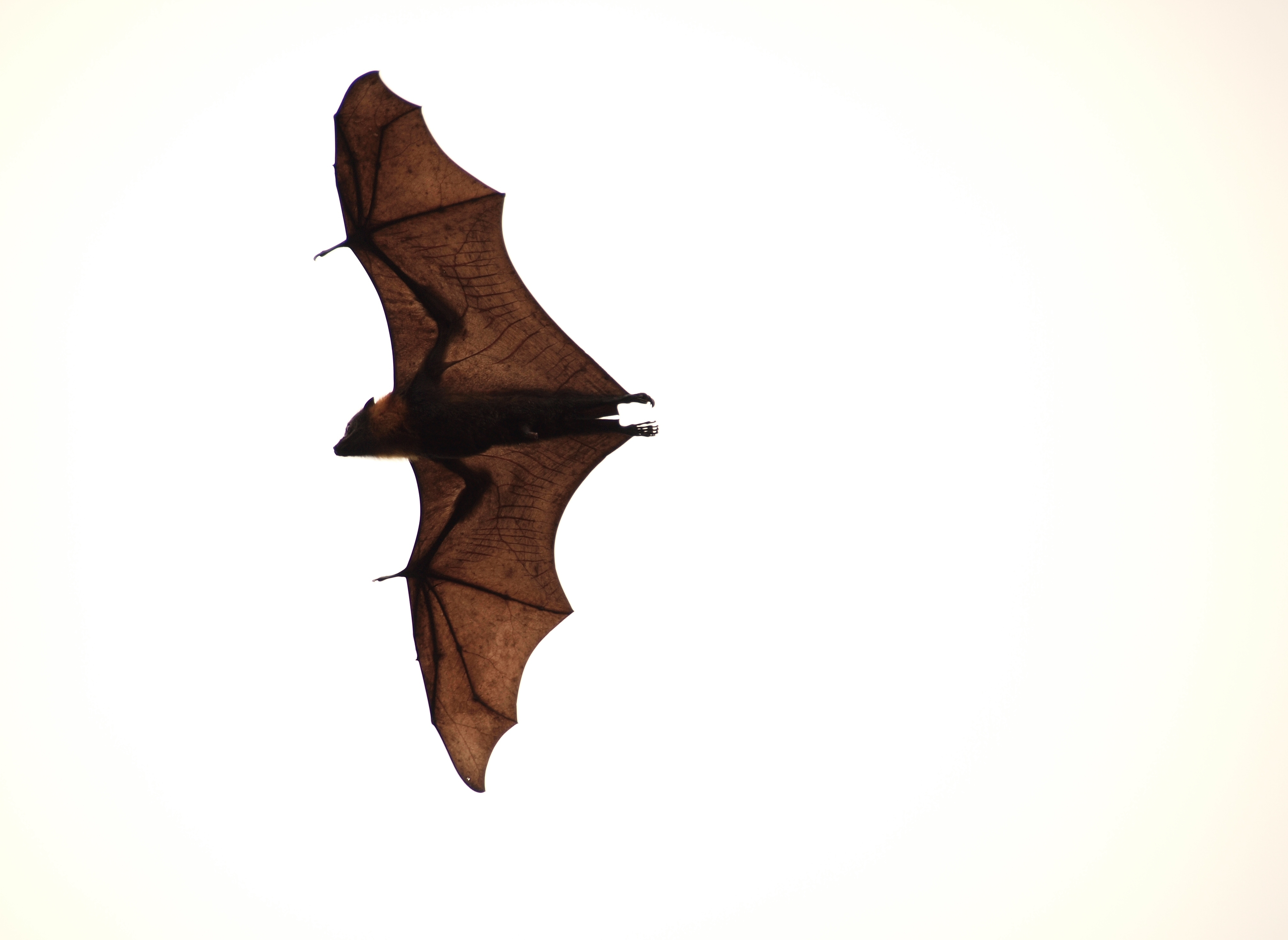
コウモリであるとはどのようなことか？

「コウモリであるとはどのようなことか」（英：What is it like to be a bat?）は、アメリカの哲学者トマス・ネーゲルが1974年に発表した哲学の論文、および同論文を収録した書籍である。
ネーゲルはこの論文で「コウモリであるとはどのような事であるか」を問うている。コウモリがどのような主観的体験を持っているのか＝「コウモリであるとはどのようなことか」という問題は、コウモリの生態や神経系の構造を調査するといった客観的・物理主義的な方法論ではたどり着くことができない事実であり、意識の主観的な性質は、科学的な客観性の中には還元することができない問題であると主張した。
この論文は、心身問題の中心が意識の主観的側面（意識の現象的側面）にあることを述べた有名な論文であり、表題の問いは、よく知られた問い、または思考実験のひとつとして、現代の心の哲学者たちの間でしばしば議論に上る。
クオリアにも繋がる問いである。

## 概要
この問いに関する一つの留意点は、ネーゲルが問うているのは「コウモリにとって、コウモリであるとはどのようなことか」という点である。つまり、この問いは人間が、たとえばあなたが、人間としての脳（人間の思考回路、本能）だけを保ったまま、コウモリの体を得て、コウモリの暮らし振りをした場合にどう感じるか、を問うているのではない。
もし、あなたが人間としての脳だけを保ったまま、コウモリの体でもってコウモリの生活をしてみたのなら「空を飛ぶことは怖い。けれどちょっぴり楽しい」とか、「昆虫を食べるだなんて気持ちが悪い。でも食べなきゃ死んじゃう」とか、「洞窟の天井にぶら下がって眠るなんて変な眠り方だ。落っこちないかな」などと思い至ることだろう。しかし、ネーゲルが問うているのは、人がコウモリになった場合の感情や印象、世界の捉え方ということではなく「コウモリにとって、コウモリであるとはどのようなことか」である。つまり、コウモリの体とコウモリの脳を持った生物が、どのように世界を感じているのか、である。

コウモリは反射した超音波に依って餌や壁を把握する

コウモリの特質から、コウモリは口から超音波を発し、その反響音をもとに周囲の状態を把握している（反響定位）。コウモリは、この反響音をいったい「見える」ようにして感じ取るのか、それとも「聞こえる」ようにして感じ取るのか、または全く違ったふうに感じているのか（ひょっとすると何ひとつ感じていないかも知れない）。ネーゲルが問うているのは、こうしたコウモリ自身の主観的経験である。このようにコウモリの感じ方、といったことを問うこと自体は容易にして可能ではある。しかし結局のところ我々はその答え「コウモリであるとはどのようなことか」を知る術は持ってはいない、とネーゲルは言う。
ネーゲルが対象とする動物としてコウモリを選んだのには、コウモリが哺乳類に属しており、系統樹の中である程度人間に近い位置にある生物であること。とはいえ同時に、翼があったり超音波で周囲の状況を把握したりと、運動器官や感覚器官に関して人間とは距離のある生物であるため、としている。つまりあまり人間に近い生物だと問題を鮮やかに示すのが難しく、かといってこれ以上系統樹を下って進んでいく（たとえばハチやアリまで行くと）、そもそもそこに意識体験があるのかどうか疑念が出てくるという難点がある。そこでコウモリという中間的な距離の生物を選んだ、としている。
この論文が持った重要な影響の一つとしては、意識の主観性の定義として「…であるとはどのようなことか（What is it like to be ...）」という表現を用いた方法を有名にしたことがある。以下、論文の序盤でネーゲルが主観的な意識体験として意識を定義している部分の文章である。

## 文献
- Nagel, Thomas. "What is it like to be a bat?" The Philosophical Review LXXXIII, 4 (October 1974): 435-50. (オンライン・ペーパー)
- Nagel, Thomas. "What is it like to be a bat?", in Mortal Questions, Cambridge University Press  (1979) Ch.12(p.166-). ISBN 978-0521406765 / 邦訳： トマス・ネーゲル著, 永井均訳　「コウモリであるとはどのようなことか」第12章『コウモリであるとはどのようなことか』 勁草書房 1989年 ISBN 978-4326152223 pp.258-282

参考文献としては下記の書籍を参照。
- Nagel, Thomas. "The View from Nowhere", Oxford University Press, (1986) ISBN 0195056442 / 邦訳： トマス・ネーゲル著, 中村昇、山田雅大、岡山敬二、齋藤宜之、新海太郎、鈴木保早 訳、『どこでもないところからの眺め』、春秋社、2009年、ISBN 9784393329047

### 文献情報
ネーゲルの論文は1974年に The Philosophical Review 誌で発表された。その後、1979年に出版されたネーゲルの論文集 "Mortal Questions" の第12章に収録される。1989年には永井均によって邦訳され、『コウモリであるとはどのようなことか』という書籍名で出版される。英語の論文自体はオンライン・ペーパーとしてネット上で閲覧できる。
「コウモリであるとはどのようなことか」という論文は、ほんの15ページほどの簡潔な構成であり、ネーゲルの思考内容は、その概要がごく簡素に示されているのみである。ネーゲルの主観性の問題に関する詳細な思考内容は、1986年に出版された "The View from Nowhere" （邦訳：『どこでもないところからの眺め』）にて述べられている。200ページを超えるこの書籍は、「中心を持たないどこからの眺めでもない視点」である客観と、「今・ここからの視点」である主観との間の葛藤を扱っており、その中で「であるとはどのようなことか」という題目が、この書籍の中では「頭の中のこと」という表現で換言されている。ネーゲルが「コウモリであるとはどのようなことか」について、どういう事が言いたかったのかを考察することができる。